# Herb Żarowa
Herb Żarowa – jeden z symboli miasta Żarów i gminy Żarów w postaci herbu, zatwierdzony 21 stycznia 1993.

## Wygląd i symbolika
Tarcza herbu podzielona jest na dwie części. Lewe pole jest czerwone, prawe – żółte. W lewym polu umieszczona jest połowa zielonego drzewa o czarnym pniu. w prawym polu umieszczone są czerwone płomienie.
Symbolika herbu nawiązuje do starej (200-letniej), zabytkowej alei dębowej (zielone drzewo) oraz do czasów historycznych, w których na terenie istniały osady zajmujące się wypalaniem węgla drzewnego (czerwony płomień).

## Odniesienia do nazwy
Herb nawiązuje również do nazwy miejscowości Żary. Według niemieckiego językoznawcy Heinricha Adamy’ego nazwa miejscowości pochodzi od polskiej nazwy na „żary”, która związana jest z wypalaniem, wyżarzaniem lasów w wyniku deforestacji. W swoim dziele o nazwach miejscowych na Śląsku wydanym w 1888 roku we Wrocławiu jako starszą od niemieckiej wymienia nazwę – „Zary” podając jej znaczenie „Abbrandort”, czyli po polsku „Wypalona miejscowość”, co symbolizuje drzewo przepołowione na pół, którego prawa strona płonie.